# 烏拉斯洛二世
烏拉斯洛二世（1456年3月1日—1516年3月13日），亞蓋隆王朝的匈牙利國王（1490年－1516年在位）兼波希米亞國王（1471年－1516年在位，稱為弗拉迪斯拉夫二世）。他是波蘭國王及立陶宛大公卡齊米日四世與其妻子哈布斯堡的伊莉莎白的長子。外祖父是哈布斯堡王朝的德意志國王阿爾布雷希特二世。

## 波希米亞國王
舅父波希米亞國王兼匈牙利國王拉斯洛五世於1457年逝世後，波希米亞王國由攝政波傑布拉德的伊日統治，而匈牙利王國由攝政匈雅提的兒子匈雅提·馬加什繼承匈牙利王位。
1471年3月22日，伊日於布拉格逝世。他的支持者選出年僅15歲的烏拉斯洛二世成為波希米亞國王，繼續與馬加什一世對抗。烏拉斯洛二世不是馬加什一世的對手，終於在1479年，雙方簽署了奧洛穆茨和約。烏拉斯洛二世放棄了摩拉維亞、西里西亞及盧薩蒂亞以換取「波希米亞國王」的稱號。

## 匈牙利國王
馬加什一世於1490年去世，他只有一名私生子亞諾什，但是私生子不能繼承王位。烏拉斯洛二世因此以拉斯洛五世外甥的名義繼承了匈牙利國王王位。1490年9月18日加冕成為匈牙利國王。烏拉斯洛二世立即移居匈牙利，在那裡度過餘生。

## 統治期間
在烏拉斯洛二世長達45年的軟弱統治下，波希米亞和匈牙利的貴族都大大擴充自己的權力，加強對農民的壓榨剝削。1485年，他在庫特納霍拉頒佈的約章放棄了很多國王的權力下放給波希米亞貴族。當他成為匈牙利國王後，只依賴貴族統治，不久匈牙利就因為礦產的大幅減產而爆發經濟危機，貴族藉由侵吞國家地產與權力來補償損失，並擴大自身勢力，匈牙利國庫收入銳減，國王被迫解散大部分的匈牙利黑軍而導致國力下降。
本來烏拉斯洛二世有著開朗且爽朗的個性，但是當他的第三任妻子於1506年去世後，烏拉斯洛二世患了嚴重的抑鬱症，並不參與所有正式的國事，他又因為對貴族的所有要求都回答「好的」，因此被戲稱為「好的烏拉斯洛」。其子拉約什二世先後於1508年及1509年加冕成為匈牙利國王及波希米亞國王，以確保繼承沒有問題。1514年，忍受不了貴族壓榨的吉優爾吉·多茲薩，領導十萬農民討伐貴族，結果被外西凡尼亞的大地主扎波尧伊·亚诺什所率領的兩萬貴族軍徹底鎮壓，死亡七萬多人。在烏拉斯洛二世統治結束前，他把一個公權力破敗、欠債四十萬佛羅林的赤字政府，留給其繼承人。
1516年3月13日，烏拉斯洛二世於60歲生日後的兩週間去世，他欽定由匈牙利與波西米亞貴族各自組成攝政團隊扶持年輕的國王洛約什二世。根據1491年的「普雷斯堡和約」若烏拉斯洛二世沒有後裔，波希米亞和匈牙利的王位應該由哈布斯堡家族來繼承。遵照此與奧地利的聯盟協議，由哈布斯堡的神聖羅馬帝國皇帝馬克西米利安一世擔任拉約什二世的監護人。

## 家庭
1491年，烏拉斯洛與那不勒斯的貝亞特麗切結婚，兩人沒有子女。
1502年，烏拉斯洛與富瓦-坎代爾的安妮結婚。安妮的父親是坎代爾伯爵加斯頓二世，母親是納瓦拉女王萊昂諾爾的女兒凱瑟琳。兩人共有1子1女：
1. 安娜（1503年—1547年），嫁給神聖羅馬皇帝斐迪南一世，英國維多利亞女王之母是其第三女奧地利的瑪麗亞的後代子孫之一。
2. 拉約什（1506年—1526年）